# Anders Lundberg (arkitekt)

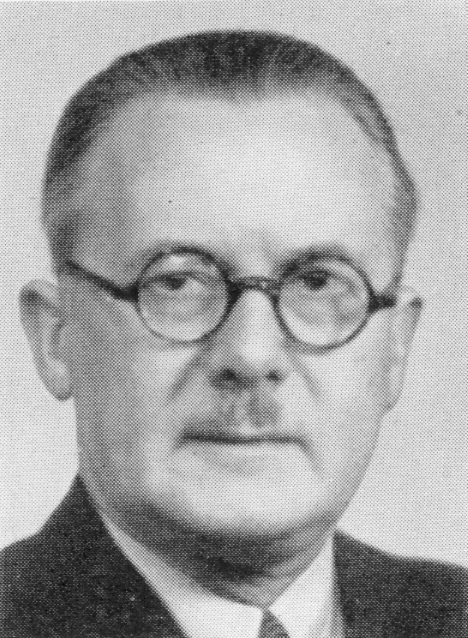
Anders Lundberg

Anders Lundberg, född 29 april 1879 i Trollhättan, död 30 november 1961, var en svensk arkitekt. 

## Biografi
Lundberg studerade vid Kungliga Tekniska Högskolan 1900–1901. Han praktiserade hos flera av samtidens mest framstående arkitekter, så som Isak Gustaf Clason, Fredrik Lilljekvist, Ferdinand Boberg, Sigge Cronstedt och Torben Grut 1900–1906.
Han företog sedan resor runt om i Europa, och var verksam i Nederländerna 1907–1911. Här var han medarbetare till Sven Silow i uppförandet av ett privatpalats för affärsmannen Julius Bunge. Efter att Silow insjuknat övertog han arbetet. Anläggningen kom att bli den största i landet byggd för en privatperson under 1900-talet och Lundberg ritade även husets stora trädgårdsanläggning. Han reste sedan till Italien 1912, England 1913 och studerade i Wien och i Prag 1913. 1914 återvände han till Stockholm.
Under åren 1916–1943 var han chef för föreningen Svensk hemslöjd.

## Verk i urval
- Prästgård i Trollhättan, 1909.
- Huize Kareol, privatpalats med trädgårdsanläggning i Aerdenhout i Amsterdam för Julius Bunge 1910-talet
- Förslag till soldathem vid Järvafältet, 1915[2]
- Möbler (bland annat till Svensk hemslöjds modellbarnkammare, utställd i London 1920)
- Porfyren 5, Skinnarviksringen 14, Stockholm, 1920–1922
- Villor.
- Trädgårdsanläggningar.

## Bilder

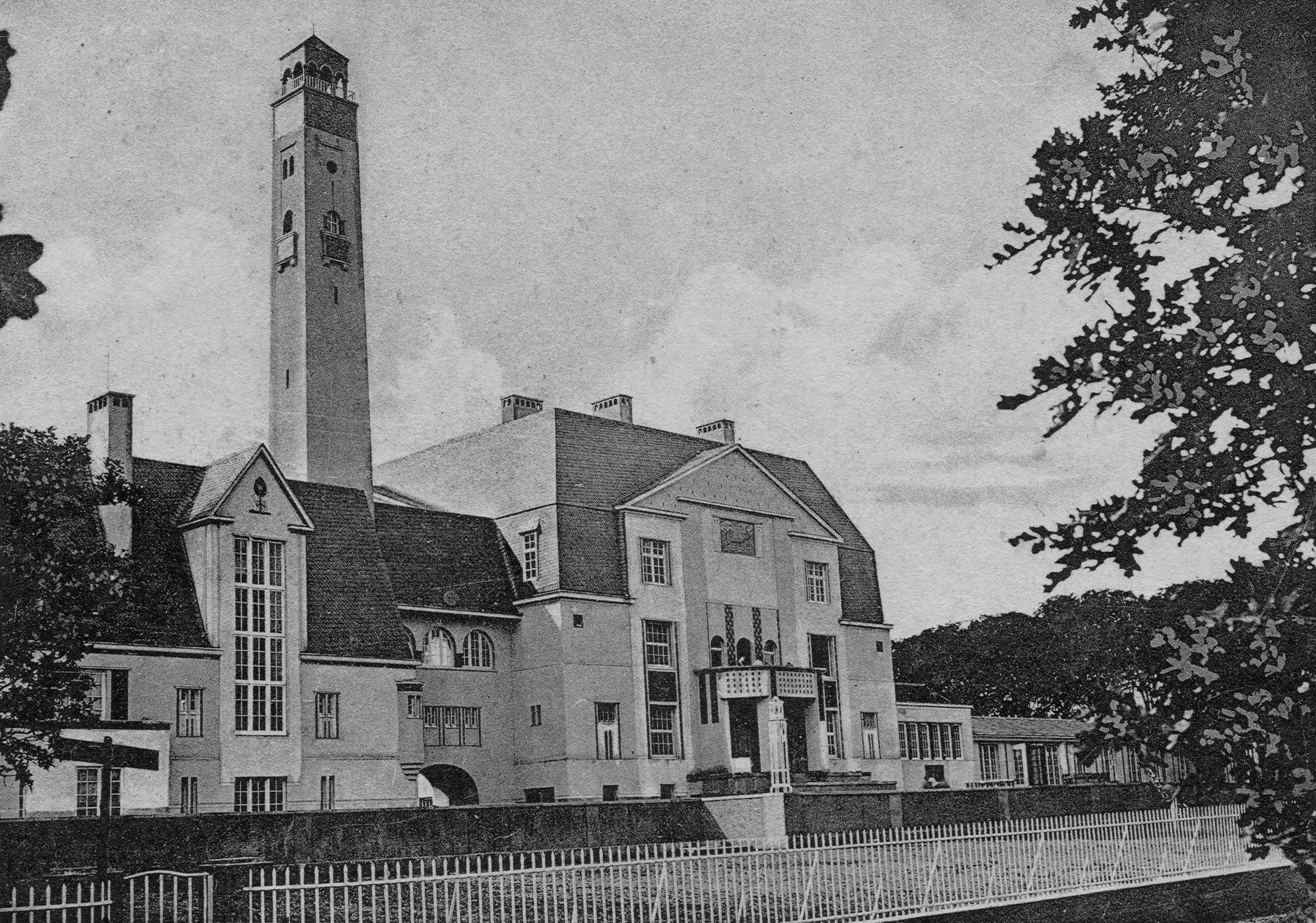
Huize Kareol
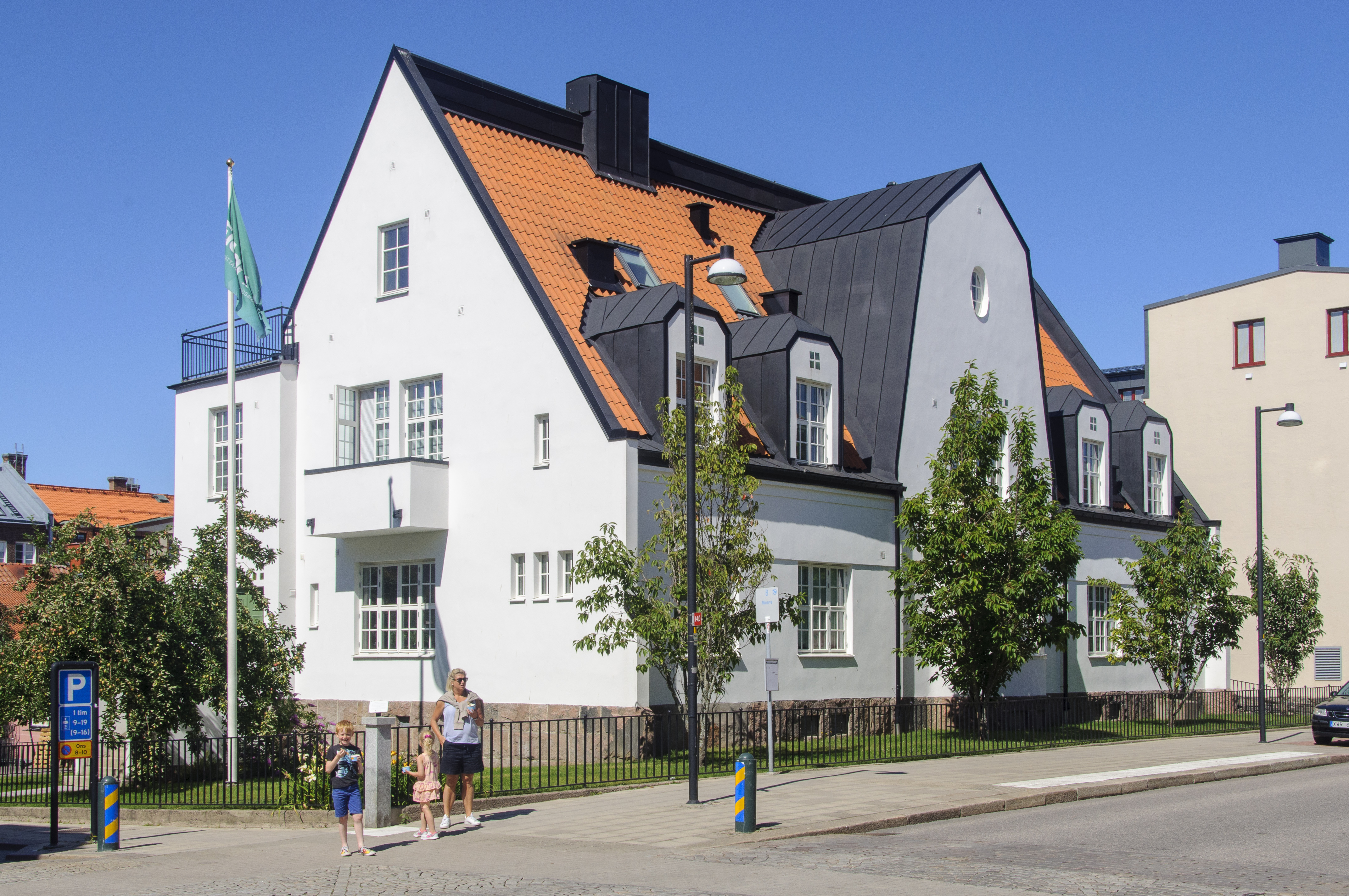
Prästgård i Trollhättan
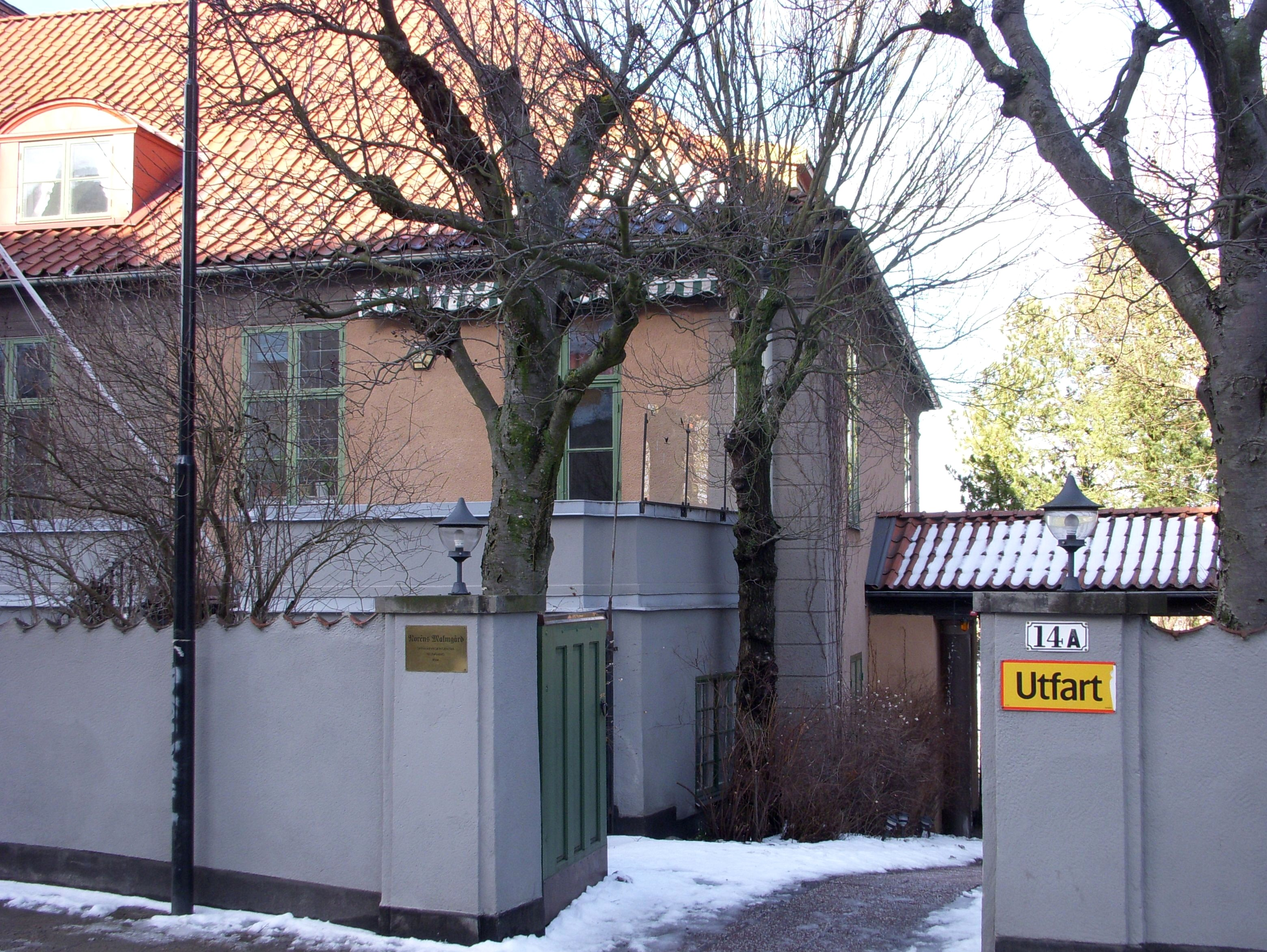
Porfyren 5, Stockholm